# Aprostocetus aethiops
Aprostocetus aethiops är en stekelart som först beskrevs av Zetterstedt 1838.  Aprostocetus aethiops ingår i släktet Aprostocetus och familjen finglanssteklar. Arten är reproducerande i Sverige. Inga underarter finns listade i Catalogue of Life.